# Manfred Beetz

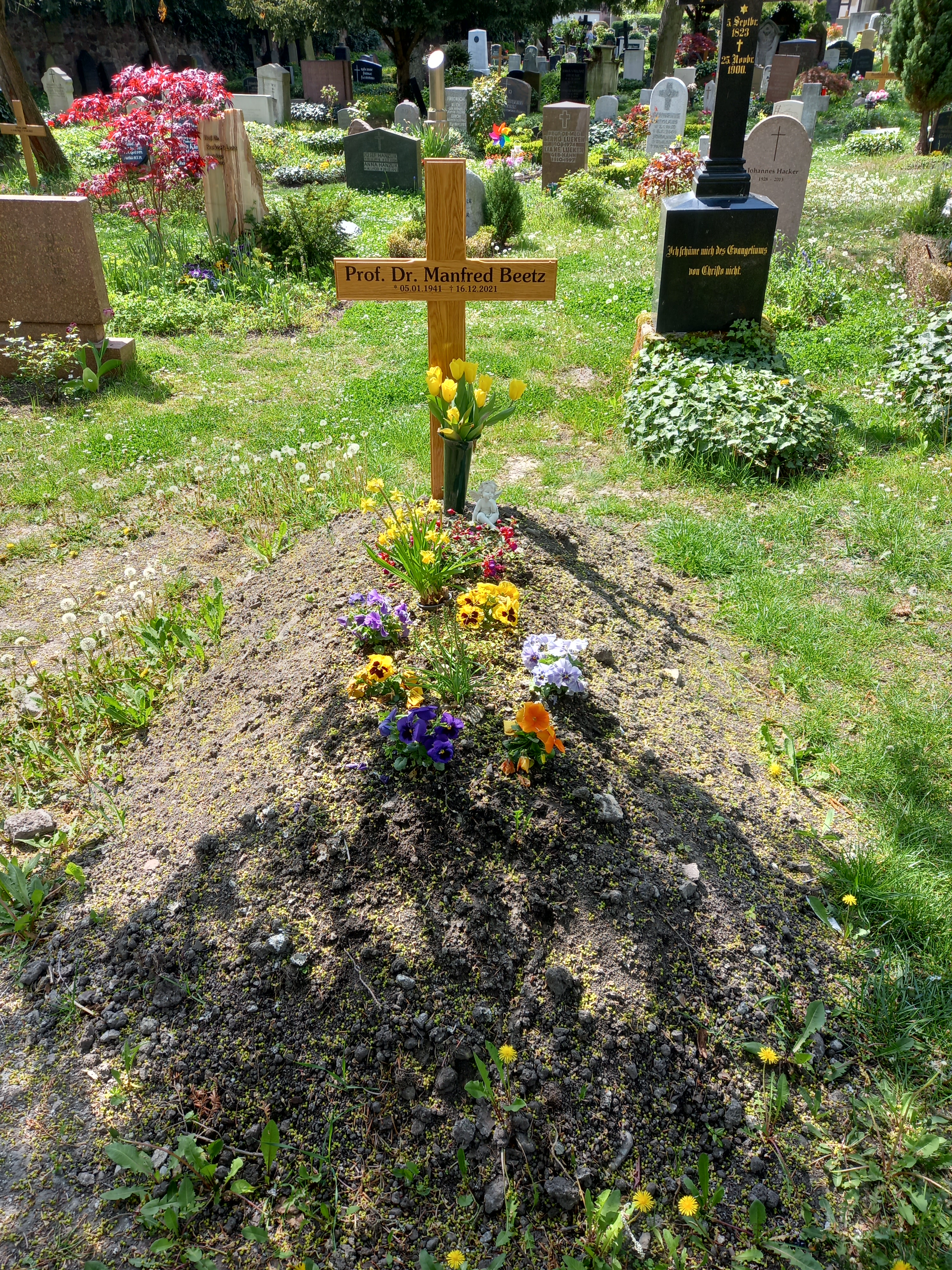
Das Grab von Manfred Beetz auf dem evangelischen Laurentiusfriedhof in Halle

Manfred Beetz (* 5. Januar 1941 in Stadtsteinach; † 16. Dezember 2021) war ein deutscher Germanist und Hochschullehrer.

## Leben
Ab 1966 studierte er in München und an der FU Berlin Germanistik, Linguistik, Philosophie und Zeitungswissenschaft. Von 1973 bis 1980 war er wissenschaftlicher Mitarbeiter an der Universität des Saarlandes im Fach Germanistik bei Karl Richter. Nach der Promotion 1978 in Saarbrücken und der Habilitation 1986 war er von 1994 bis 2006 C-4-Professor für Neuere deutsche Literatur an der Universität Halle.

## Schriften (Auswahl)
- Rhetorische Logik. Prämissen der deutschen Lyrik im Übergang vom 17. zum 18. Jahrhundert. Tübingen 1980, ISBN 3-484-18058-7.
- Frühmoderne Höflichkeit. Komplimentierkunst und Gesellschaftsrituale im altdeutschen Sprachraum. Stuttgart 1990, ISBN 3-476-00723-5.
- mit Herbert Jaumann (Hg.): Thomasius im literarischen Feld. Neue Beiträge zur Erforschung seines Werkes im historischen Kontext. Tübingen 2003, ISBN 3-484-81020-3.
- mit Hans-Joachim Kertscher (Hg.): Anakreontische Aufklärung. Tübingen 2005, ISBN 3-484-81028-9.